# Heinrich Schaller

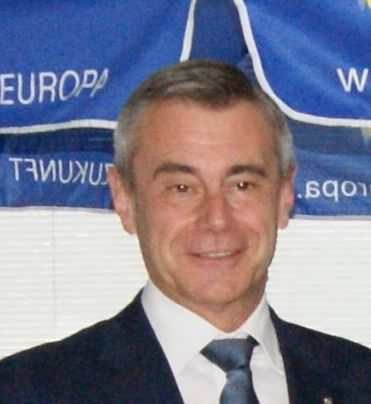
Heinrich Schaller bei einer Veranstaltung in Linz (Oberösterreich) 2018

Heinrich Schaller (* 11. November 1959 in Linz) ist ein österreichischer Bankmanager.

## Leben
Heinrich Schaller ist der Sohn von Karl Schaller, der von 1949 bis zu seinem Tod 1973 Generaldirektor der Raiffeisen Zentralkasse, einer Vorgängerin der Raiffeisenlandesbank Oberösterreich, war.
Nach dem Besuch des Kollegium Aloisianum in Linz studierte Heinrich Schaller von 1978 bis 1984 Rechtswissenschaften an der Johannes Kepler Universität Linz. 1984 wurde er in Linz promoviert. Nach dem Wehrdienst absolvierte er 1986 sein Gerichtsjahr. Schaller ist Ehrenmitglied der beiden katholischen Studentenverbindungen Austro-Danubia Linz und Rhaeto-Danubia Wien, beide im ÖCV. 
Von 1987 bis 2000 war er in verschiedenen Positionen bei der Raiffeisen Zentralbank tätig. Von 2000 bis Juni 2006 war er Stellvertreter des Vorstandsdirektors bei Raiffeisenlandesbank Oberösterreich. Von 2000 bis 2004 hatte er ein Aufsichtsratsmandat der KEPLER-FONDS Kapitalgesellschaft GmbH sowie ab 2003 auch ein Aufsichtsratsmandat der Raiffeisen Kapitalanlagen GmbH inne. Seit Juli 2006 war er als Nachfolger von Stefan Zapotocky Vorstand der Wiener Börse. Seit Jänner 2010 war er zudem Vorstand der CEE Stock Exchange Group.
Im April 2012 trat er die Nachfolger von Ludwig Scharinger als Vorstandsvorsitzender und Generaldirektor der Raiffeisenlandesbank Oberösterreich AG an. Im Mai 2025 folgte ihm Reinhard Schwendtbauer in dieser Funktion nach.
Schaller hatte verschiedene Aufsichtsratsmandate inne, darunter bei der AMAG Austria Metall AG und Voestalpine AG. Für die Perioden 2013 bis 2018 und 2018 bis 2023 war er Vorsitzender des Universitätsrates der Johannes Kepler Universität Linz. 2023 folgte ihm Katharina Pabel als Vorsitzende des Universitätsrates nach.
Sein Bruder Martin Schaller (* 1965) ist Generaldirektor der Raiffeisenlandesbank Steiermark AG.